# Canton d'Arinthod
Le canton d'Arinthod est une ancienne division administrative française, située dans le département du Jura et la région Franche-Comté.

## Composition
Ce canton était composé des vingt-quatre communes suivantes :
| Nom                  | Code Insee | Intercommunalité               | Superficie (km2) | Population (dernière pop. légale) | Densité (hab./km2) |
| -------------------- | ---------- | ------------------------------ | ---------------- | --------------------------------- | ------------------ |
| Arinthod (chef-lieu) | 39016      | CC Terre d'Émeraude Communauté | 27,02            | 1 128 (2014)                      | 42                 |
| Aromas               | 39018      | CC Terre d'Émeraude Communauté | 25,80            | 561 (2014)                        | 22                 |
| La Boissière         | 39062      | CC Terre d'Émeraude Communauté | 5,36             | 67 (2014)                         | 13                 |
| Cernon               | 39086      | CC Terre d'Émeraude Communauté | 16,45            | 253 (2014)                        | 15                 |
| Cézia                | 39089      | CC Petite Montagne             | 3,60             | 68 (2014)                         | 19                 |
| Charnod              | 39111      | CC Terre d'Émeraude Communauté | 5,17             | 41 (2014)                         | 7,9                |
| Chatonnay            | 39123      | CC Petite Montagne             | 2,82             | 65 (2014)                         | 23                 |
| Chemilla             | 39137      | CC Petite Montagne             | 1,87             | 112 (2014)                        | 60                 |
| Chisséria            | 39148      | CC Petite Montagne             | 7,25             | 77 (2014)                         | 11                 |
| Coisia               | 39158      | CC Petite Montagne             | 6,73             | 189 (2014)                        | 28                 |
| Condes               | 39163      | CC Terre d'Émeraude Communauté | 2,05             | 114 (2014)                        | 56                 |
| Cornod               | 39166      | CC Terre d'Émeraude Communauté | 13,99            | 227 (2014)                        | 16                 |
| Dramelay             | 39204      | CC Terre d'Émeraude Communauté | 6,53             | 31 (2014)                         | 4,7                |
| Fétigny              | 39224      | CC Petite Montagne             | 3,30             | 85 (2014)                         | 26                 |
| Genod                | 39247      | CC Terre d'Émeraude Communauté | 3,14             | 69 (2014)                         | 22                 |
| Lavans-sur-Valouse   | 39287      | CC Petite Montagne             | 9,51             | 143 (2014)                        | 15                 |
| Légna                | 39290      | CC Petite Montagne             | 10,30            | 200 (2014)                        | 19                 |
| Marigna-sur-Valouse  | 39312      | CC Terre d'Émeraude Communauté | 8,35             | 117 (2014)                        | 14                 |
| Saint-Hymetière      | 39483      | CC Petite Montagne             | 3,32             | 107 (2014)                        | 32                 |
| Savigna              | 39506      | CC Petite Montagne             | 9,96             | 132 (2014)                        | 13                 |
| Thoirette            | 39530      | CC Petite Montagne             | 8,77             | 684 (2014)                        | 78                 |
| Valfin-sur-Valouse   | 39542      | CC Petite Montagne             | 8,67             | 86 (2014)                         | 9,9                |
| Vescles              | 39557      | CC Terre d'Émeraude Communauté | 20,27            | 204 (2014)                        | 10                 |
| Vosbles              | 39583      | CC Petite Montagne             | 12,67            | 106 (2014)                        | 8,4                |

## Représentation

### Conseillers d'arrondissement (de 1833 à 1940)
| Période                                  | Période          | Identité                                         | Étiquette                    | Qualité |
| ---------------------------------------- | ---------------- | ------------------------------------------------ | ---------------------------- | --- |
| 1833                                     | 1842             | Baron Georges Abert (1776-1855)                  |                              | Colonel d'infanterie de l'armée de l'Empire en retraite, maire de Cornod                                    |
| 1842                                     | 1848             | François Joseph Élysé Maxime Oyselet (1806-1857) |                              | Notaire à Thoirette                                                                                         |
|                                          |                  |                                                  |                              | |
| 1892                                     | 1894 (décès)     | Valère Vuiton (1834-1894)                        |                              | Propriétaire et négociant à Saint-Hymetière                                                                 |
|                                          |                  |                                                  |                              | |
|                                          | 1902 (démission) | Herment Charpillon                               | Républicain                  | Entrepreneur, propriétaire d'une tournerie à Arinthod                                                       |
|                                          |                  |                                                  |                              | |
| 1919                                     | 1922             | Henri Debois                                     | Rad.                         | Notaire à Arinthod, propriétaire à Thoirette                                                                |
| 1922                                     | 1928             | Félix Prost                                      | Union nationale républicaine | |
| 1928                                     | 1940             | M. Girod                                         | Union nationale républicaine | Conseiller municipal d'Arinthod                                                                             |
| 1940                                     |                  |                                                  |                              | Les conseils d'arrondissement ont été suspendus par la loi du 12 octobre 1940 et n'ont jamais été réactivés |
| Les données manquantes sont à compléter. |                  |                                                  |                              | |

### Conseillers généraux de 1833 à 2015
| Période           | Identité                         | Parti                         | Qualité |
| ----------------- | -------------------------------- | ----------------------------- | --- |
| 1833-1877 (décès) | Gustave Morel                    | Républicain rallié à l'Empire | Propriétaire, juge de paix, maire d'Arinthod Président du Conseil général (1874)                                        |
| 1877-1883         | Paul Girod                       | Républicain                   | Ingénieur civil à Besançon                                                                                              |
| 1883-1902 (décès) | Alfred Labordère                 | Républicain                   | Ancien Préfet Propriétaire à Vescles                                                                                    |
| 1903-1913         | Herment Charpillon               | Républicain                   | Entrepreneur, propriétaire d'une tournerie à Arinthod, conseiller d'arrondissement                                      |
| 1913-1921 (décès) | Célestin Thévenet                | Républicain                   | Docteur en médecine à Lons-le-Saunier                                                                                   |
| 1921-1931         | Charles-Joseph Simon (1858-1932) | URD                           | Professeur en retraite                                                                                                  |
| 1931-1940         | Marcel Vugier (1896-1952)        | RG Antimarxiste               | Vétérinaire à Orgelet Membre de la Commission administrative du Jura (1941-1943) Nommé conseiller départemental en 1943 |
|                   |                                  |                               | |
| 1945-1949         | Marcel Vugier                    | DVD                           | Vétérinaire, conseiller municipal d'Orgelet                                                                             |
| 1949-1961         | Claude Berthelon                 | MRP                           | Industriel à Légna |
| 1961-1967         | Ferdinand Guillot                | Centriste                     | Maire de Cornod |
| 1967-1973         | M. Rouget                        | SE puis CDP                   | |
| 1973-1985         | André Lamard (1936-2012)         | PS                            | Maire d'Arinthod (1973-2008)                                                                                            |
| 1985-1992         | Philippe Chaix                   | UDF-CDS                       | Sous-Préfet de Lons-le-Saunier (1979-1983) Secrétaire général de la Région Franche-Comté                                |
| 1992-2015         | Gilles Carnet                    | RPR puis UMP                  | Maire de Genod (2001-2014)                                                                                              |

## Démographie
| 1962  | 1968  | 1975  | 1982  | 1990  | 1999  | 2006  | 2011  | 2012  |
| ----- | ----- | ----- | ----- | ----- | ----- | ----- | ----- | ----- |
| 4 203 | 3 954 | 3 569 | 3 536 | 3 862 | 4 412 | 4 631 | 4 858 | 4 899 |